# Maria Ivete Araújo
Maria Ivete Araújo, mais conhecida como Zetti, foi coordenadora do Salão Internacional de Humor de Piracicaba de 1979 a 2009. Zotti foi diretora do Centro Nacional de Documentação, Pesquisa e Divulgação de Humor de Piracicaba (CEDHU), entidade da prefeitura de Piracicaba responsável pelo Salão, até que foi exonerada em 23 de dezembro de 2009 através de um comunicado por carta. Diversos ilustradores, cartunistas e quadrinistas protestaram contra a exoneração, que ocorreu sem explicações. O protesto ocorreu durante o período de inscrições da edição de 2010 do Salão e foi organizado pela Associação dos Cartunistas do Brasil, o Instituto Memorial das Artes Gráficas do Brasil e a Sociedade dos Ilustradores do Brasil. Devido a sua atuação de 30 anos à frente do Salão, Zetti ganhou o 22º Troféu HQ Mix na categoria "homenagem especial".